# Uchwała negatywna
Uchwała negatywna – w teorii prawa uchwała uznana za podjętą, pomimo faktycznego niegłosowania nad jej treścią. Ma miejsce wtedy, gdy projekt uchwały określonej treści nie uzyskuje niezbędnej większości, co jest równoznaczne z uzyskaniem większości (przeważnie) przez uchwałę o treści przeciwnej.
Przykład: "uchwała o uznaniu" nie uzyskuje niezbędnej większości, zatem podjęta zostaje uchwała o "nieuznaniu".
Dyskusyjną jest sytuacja, gdy do podjęcia uchwały niezbędna jest większość np. 3/4 głosujących, a uchwała uzyska np. połowę głosów. W takim przypadku także nie można mówić o podjęciu uchwały negatywnej, ponieważ także ta uchwała nie uzyskała niezbędnej większości (3/4 głosów "przeciw").